# أديبتوس هيلث
شركة أديبتوس هيلث (بالإنجليزية: Adeptus Health Inc)‏، كانت شركة تقدم رعاية صحية مقرها في إيرفينغ، تكساس. تعمل أديبتوس هيلث على تشغيل غرف طوارئ مستقلة في جميع أنحاء تكساس وأريزونا. وهي الشركة الأم لأكبر وأقدم شبكة طوارئ مستقلة في الولايات المتحدة، وهي First Choice Emergency Room. أصبحت أديبتوس هيلث شركة عامة في يونيو 2014، وتقدمت بطلب إفلاس في يونيو 2017، واستحوذ عليها صندوق ديرفيلد مانجمنت في وقت لاحق في عام 2017.
في عام 2016، أدرجت أديبتوس هيلث في قائمة Fortune لـ "أفضل 20 مكان عمل في مجال الرعاية الصحية".

## تاريخ
تأسست شركة أديبتوس هيلث في عام 2002، حيث كانت أول غرفة طوارئ لها تقع في ضاحية دالاس، فلاور ماوند، تكساس. تشغل توماس هول منصب الرئيس التنفيذي والرئيس لشركة أديبتوس هيلث. في وقت سابق، شغل هول منصب الرئيس التنفيذي لشركة NovaMed.
في يونيو 2014، قامت شركة أديبتوس هيلث بإطلاق العرض العام الأولي لأسهمها على بورصة نيويورك بما يصل إلى 4.9 مليون سهم بسعر 22 دولار للسهم تحت رمز المؤشر NYSE:ADPT. كما قامت أديبتوس في نفس العام بتأسيس شراكة مشتركة مع Dignity Health لفتح مستشفى في ولاية أريزونا.
في عام 2015، أعلنت الشركة عن شراكة مع يو سي هيلث التابعة لجامعة كولورادو لتطوير مرافق الرعاية الطارئة في دنفر وكولورادو سبرينجز وشمال كولورادو، بما في ذلك 12 غرفة طوارئ موجودة بالإضافة إلى اثنتين جديدتين في First Choice. كما شاركت أديبتوس أيضًا مع Dignity Health القائمة في سان فرانسيسكو لتأسيس مستشفى Dignity Health Arizona General في لافين، أريزونا.
في مايو 2016، وقعت أديبتوس اتفاقية مع Texas Health Resources حيث قامت بتغيير اسم 27 غرفة طوارئ من First Choice وجميع FCERs في دالاس فورت وورث إلى اسم Texas Health. في أغسطس 2016، وصلت الشركة إلى اتفاق مع نظام Mount Carmel Health لبناء وتشغيل غرف الطوارئ في ولاية أوهايو تحت اسم Mount Carmel. وفي سبتمبر 2016، وصلت أديبتوس إلى اتفاق مع نظام Ochsner Health لبناء وتشغيل غرف الطوارئ في لويزيانا تحت اسم Ochsner.
في إبريل 2017، قدمت أديبتوس هيلث طلب إفلاس. في أكتوبر 2017، أعلنت عن إعادة هيكلة مالية، التي شملت إلغاء قائمة أسهم الفئة A. بعد إفلاسها في عام 2017، استحوذ صندوق ديرفيلد مانجمنت المتخصص في مجال الرعاية الصحية على السيطرة.
في ديسمبر 2020، قدمت شركة أديبوتس طلبًا للإفلاس بموجب الفصل السابع.

## عمليات
تعمل أديبتوس هيلث في مجال المستشفيات ذات الهدف الربح وشبكة من غرف الطوارئ المستقلة. إنها الشركة الأم لـ First Choice Emergency Room. قبل التوصل إلى اتفاقيات مع شبكات الرعاية الصحية، كانت الشركة تمتلك وتدير 52 مرفقًا لـ First Choice Emergency Room في هيوستن، وأوستن، ودالاس، وفورت وورث، وسان أنطونيو، ودنفر، وكولورادو سبرينغز.
داخل ولاية أريزونا ، اعتبارًا من مارس 2017، قامت شركة أديبتوس بتشغيل 10 غرف طوارئ قائمة بذاتها صنفت بشكل مشترك مع مستشفى أريزونا العام التابع لشركة Dignity Health.
في ولاية أريزونا، حتى مارس 2017، كانت أديبتوس تدير 10 غرف طوارئ مستقلة تحمل علامة تجارية مشتركة مع Arizona General Hospital التابع لشركة Dignity Health.

### غرفة الطوارئ الاختيار الأول

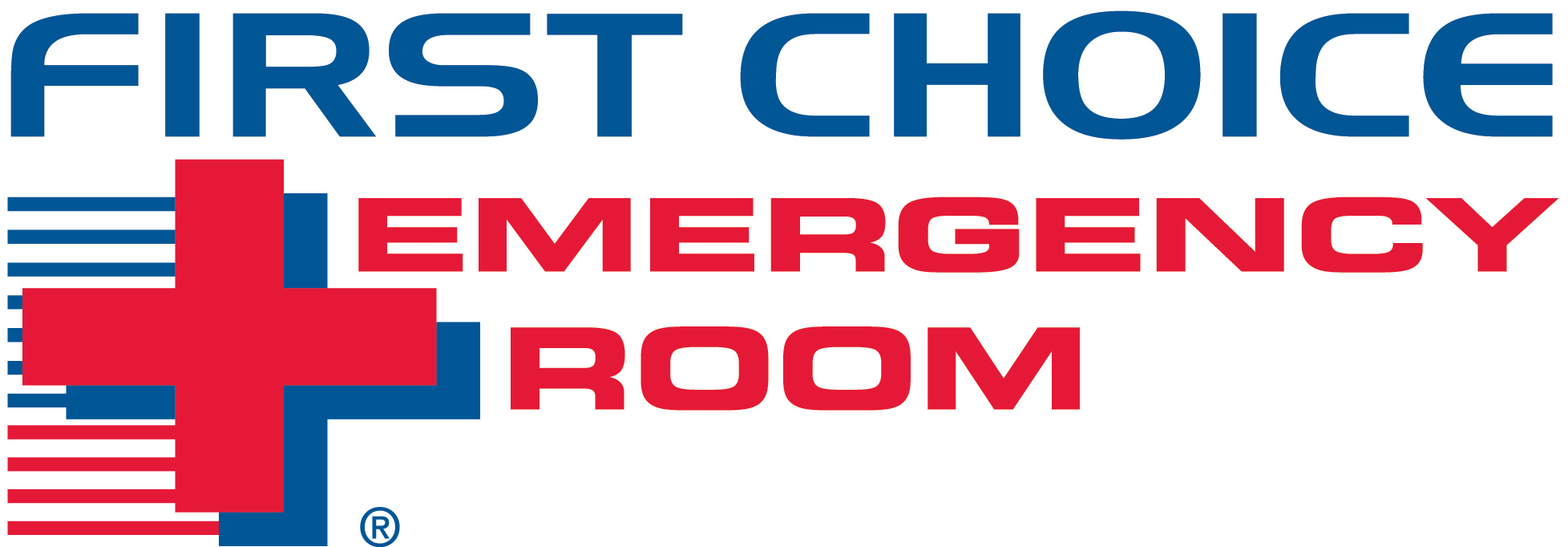
غرفة الطوارئ الاختيار الأول

First Choice Emergency Room، هو الاسم الذي تعمل تحته أديبتوس هيلث في تشغيل غرف الطوارئ المستقلة في ولايتي تكساس وكولورادو. إنها أكبر مقدم لهذه الخدمة وأقدمها في الولايات المتحدة. تأسست First Choice بواسطة جاك نوفاك في عام 2002.
في عام 2010 و 2011 و 2012 ، قامت مجلة Inc. بتصنيف First Choice كواحدة من أسرع الشركات نموًا في الولايات المتحدة تحت قيادة الرئيس التنفيذي والمؤسس نوفاك. في عام 2012 ، استثمرت Sterling Partners 59 مليون دولار في الشركة. حققت First Choice 98.5 مليون دولار في الإيرادات في عام 2012 ، مقارنة بـ 41.3 مليون دولار في عام 2009. كانت الشركة تدير 52 موقعًا بعد توسيعها بشكل متسارع في عام 2014 ، ولكن اعتبارًا من يوليو 2020 ، أغلقت معظم المواقع.
في مايو 2016، توصلت أديبتوس هيلث إلى اتفاق مع Texas Health Resources لمواءمة مواقع غرفة الطوارئ ذات الاختيار الأول وإعادة تسمية معظم مواقعها في تكساس لتصبح مرافق صحية تحت اسم Texas Health. في أغسطس 2016، توصلت أديبتوس إلى اتفاق مماثل مع نظام Mount Carmel Health في ولاية أوهايو.

## دعوى جماعية
في عام 2016، رفعت دعوى قضائية جماعية ضد أديبتوس هيلث (بالإضافة إلى أعضاء مجلس إدارة الشركة، وشركة Sterling Partners، ومديرين مشتركين في الشركة الذين قاموا بترتيب العرض الثانوي لأسهم الفئة A المشتركة للشركة) من قبل مشتري أوراق قيمتها المالية يزعمون أن الشركة انتهكت قوانين الأوراق المالية الفيدرالية وأدلت ببيانات زائفة أو مضللة، وفشلت في الكشف عن نظامها الداخلي للإبلاغ المالي والحالة العامة لعملياتها التجارية. القضية هي Oklahoma Law Enforcement Retirement System ضد أديبتوس هيلث Inc.، أمام القاضي أموس إل. مازانت الثالث في المنطقة الشرقية لولاية تكساس، وتستند إلى الفقرات 11، 12 (أ) (2)، و 15 من قانون الأوراق المالية لعام 1933، بالإضافة إلى الفقرتين 10 (ب) و 20 (أ) من قانون الأوراق المالية لعام 1934. في عام 2020، وافقت المحكمة على دفع تسوية قيمتها 44 مليون دولار لإنهاء دعوى التعويض الجماعي. تشمل التسوية جميع الكيانات والمستثمرين الذين اشتروا أسهم أديبتوس Class A المشتركة من عام 2014 إلى عام 2017.
في عام 2017، قام رجل من كولورادو بمقاضاة أديبتوس وسعى إلى الحصول على وضع الدعوى الجماعية التي تتعلق برسوم المرفق التي فرضتها على المرضى. واتُّهمت الشركة بالاستفادة من الارتباك في السوق والاحتيال على المستهلكين من خلال عدم الكشف عن التكاليف المفرطة.

## روابط خارجية
- غرفة الطوارئ الاختيار الأول
- محامي الإفلاس